# Ama Sofre Chora
"Ama Sofre Chora" é uma canção do cantor e drag queen brasileiro Pabllo Vittar, gravada para seu quarto álbum de estúdio Batidão Tropical (2021). Foi lançada como primeiro single do álbum em 6 de maio de 2021 pela Sony Music Brasil.
Em comemoração de 1 ano do lançamento do álbum Batidão Tropical, Vittar lançou em 24 de junho de 2022 a versão em espanhol da canção, intitulada "Ama Sofre Chora (Spanish Version)".

## Antecedentes e divulgação
No dia 21 de abril de 2021, Vittar se apresentou no reality show Big Brother Brasil 21 ao lado da cantora Preta Gil e num dos momentos do show, o artista cantou o refrão de sua nova música, ainda sem nome revelado. Após apresentar "Bandida", Vittar aproveitou um gancho e anunciou que estava noiva. Nos dias seguintes, Vittar continuou fazendo expectativa para o "noivado", publicando uma foto em sua página do Instagram com a legenda "Piranha também ama". Imagens de Vittar vestido de noiva também foram liberadas até a revelação de que se tratava de uma ação para o lançamento do novo single, previsto para o dia 6 de maio.
O título da faixa foi revelado no dia 29 de abril de 2021, a partir de uma playlist temática da Deezer Brasil. Em formato de easter egg, as iniciais das treze faixas da playlist formavam o nome do single "Ama Sofre Chora".

## Composição e produção
"Ama Sofre Chora" é uma canção com sonoridade baseada no forró eletrônico e no tecnobrega. A canção retrata o desejo de casamento do eu lírico, mas que é rejeitado por seu parceiro devido a sua fama de "piranha". O seu desejo é reforçado através do refrão "Piranha também ama / Piranha também chora / Piranha também sofre se você vai embora". Por conta do jargão, a faixa tem uma versão alternativa para as rádios, onde as menções a palavra "piranha" são trocadas por "A Pabllo [...]". A continuação da "história" da música aparece em "Triste com T", que relata a lua de mel solitária do eu lírico.

## Vídeo musical
O vídeo musical foi gravado no Palácio dos Cedros, em São Paulo, em 23 de abril de 2021, e foi lançado dia 07 de maio de 2021.[carece de fontes?]

## Créditos da canção
Créditos adaptados do Genius.
- Pabllo Vittar - vocal
- Matheus Santos- composição
- Rodrigo Gorky - composição
- Maffalda - composição
- Pablo Bispo - composição
- Zebu - composição
- Brabo Music Team - Produção